# Ямбол (футбольний клуб)
«Ямбол» — болгарський футбольний клуб з міста Ямбол, заснований в 1915 році. За свою історію клуб має три участі у Групі А та 24 сезони у Групі Б.
«Ямбол» був півфіналістом державної першості в 1933 та 1936 роках. У 1939 році дійшов до півфіналу Царського кубка. У сезоні 1970/71 клуб здобув свій найкращий результат у чемпіонаті — 13 місце.

## Історія
Молодіжне туристичне товариство «Тунджа» було створене 17 березня 1915 року. Його засновники — учні змішаної педагогічної школи в Ямболі. Діяльність товариства полягала переважно в організації екскурсій та футбольних матчів.
У 1929 році клуб був перейменований у «Славу». У 1930 році клуб став чемпіоном Приморської спортивної області та здобув право брати участь у державному чемпіонаті, де грали на виліт чемпіони усіх болгарських спортивних областей. Там клуб був вибитий у 1/8 фіналу «Владиславом» (Варна) 1:7, майбутнім фіналістом турніру. У наступні роки «Слава» була постійним учасником державного чемпіонату як чемпіон Приморської спортивної області, а згодом Тунджанської спортивної області.
У 1933 році «Слава» злилась з «Ботевим» (Ямбол) і отримала ім'я «Ботев». Того ж року клуб дійшов до півфіналу Державного чемпіонату, пройшовши по ходу турніру «Чорноморець» (Бургас) та «Борислав» (Стара Загора), але програв 2:4 у півфіналі «Левські» (Софія).
У 1935 році клуб був перейменований на «Георгій Дражев», а в 1936 році знову дійшов до півфіналу Державного чемпіонату, де програв 0:6 «Славії» (Софія). У 1937 році клуб представив абонементи на сезон — мабуть, перший в історії болгарського футболу. Того ж року перед сезоном 1937/38 він увійшов до складу новоствореного Національного футбольного дивізіону, але закінчив його на останньому 10 місці.
У 1945 році клуб був перейменований в «Партизан», а в 1949 році — в «Динамо». Того ж року команда увійшла до складу новоствореної Південної групи Б, однієї з груп другого дивізіону країни, де у своєму першому сезоні посіла 8 місце (з 10 клубів).
У 1956 році назву клубу знову змінили, цього разу на «Николай Ласков». У період 1962—1970 років «Ласков» брав участь у Групі Б. У сезоні 1969/70 він посів 1-е місце і вперше в історії вийшов до Групи А. Там клуб провів три сезони, після чого вилетів назад до Групи Б.
Протягом 1980-х років команда виступала у другому дивізіоні. Один раз вона вилетіла до Групи В, але швидко знову повернулася до професіональної ліги. У 1990-х роках розпочалось падіння команди. У 1994 році вона вилетіла до Групи В, а у сезоні 2000/01 і до регіональної обласної футбольної групи. Лише у сезоні 2006/07 команда повернулась до Групи В
У сезоні 2011/12 команда під назвою ФК «Тунджа» закінчила сезон на другому місці в Південно-східній групі В, програвши право на підвищення в останньому турі. Також команда зіграла у 1/16 фіналу Кубка Болгарії 2011/12. Провівши ще три сезони у третьому дивізіоні, 2015 року вона, посівши 12 місце, відмовилась від виступів у Групі В з фінансових і організаційних причин і стала виступати на регіональному рівні.
2 серпня 2017 року команда Третьої ліги «Ураган» (Бояджик) змінила ім'я на «Ямбол 1915» та переїхала до Ямбола, таким чином відновивши виступи команди у третьому дивізіоні. Там у Південно-східній третій лізі 2017/18 клуб посів 15 місце та вилетів назад до обласної групи. Вигравши її з першої спроби, команда назад повернулась до Третьої ліги на сезон 2019/20.

## Хронологія назв
- Тунджа (1915—1929)
- Слава (1929 — 1933)
- Ботева (1933 — 1934)
- Георгій Дражев (1935 — 1945)
- Партизан (1945 — 1950)
- Динамо (1950 — 1956)
- Николай Лисков (1956—1979)
- Тунджа (1979—1993)
- Ямбол (1993—2004)
- Тунджа-1915 (2004—2017)

## Результати
- 1930: «Слава», після перемоги у Приморській спортивній області, грала у 1/8 фіналу національної першості Болгарії.
- 1931: «Слава», після перемоги у Приморській спортивній області, грала у 1/4 фіналу національної першості Болгарії.
- 1932: «Слава», після перемоги у Приморській спортивній області, грала у 1/8 фіналу національної першості Болгарії. Там клуб переміг «Борислав» (Стара Загора) з рахунком 3:0, але у чвертьфіналі з невідомих причин не зіграв.
- У 1933 році на частині території Приморської окружної спортивної області було створено Тунджанську окружну спортивну область, яку клуб в тому ж році виграв і дійшов до півфіналу національної першості Болгарії як «Ботев».
- 1934: «Ботев» дійшов до чвертьфіналу першості Болгарії.
- 1935: «Ботев» грав у 1/8 фіналу першості Болгарії.
- 1936: Клуб посів третє місце першості Болгарії під назвою «Георгій Дражев».
- 1937: «Георгій Дражев» дійшов до чвертьфіналу першості Болгарії.
- 1937/38: «Георгій Дражев» увійшов до складу новоствореного Національного футбольного дивізіону, але закінчив його на останньому 10 місці.
- У 1939 році «Георгій Дражев» виступаючи у нижчих лігах став півфіналістом Царського кубка.
- У 1960 році клуб став чвертьфіналістом національного кубка під назвою «Николай Лисков».
- 1969/70: чемпіон Групи Б під ім'ям «Тунджа» (22 перемоги, 7 нічиїх та 5 програшів, 51 очко).
- 2011/12: Тунджа" дійшла до 1/8 фіналу Кубка Болгарії.

### Виступи у Групі Б

100 років ямболському футболу.

- 24 участі у футбольній групі Б:

- - 1950 — 8
  - 1956 — 8,
  - 1962/63 — 16,
  - 1963/64 — 2,
  - 1964/65 — 7,
  - 1965/66 — 4,
  - 1966/67 — 15,
  - 1967/68 — 3,
  - 1968/69 — 2,
  - 1969/70 — 1,
  - 1973/74 — 10
  - 1974/75 — 13,
  - 1975/76 — 18,
  - 1976/77 — 14,
  - 1977/78 — 17
  - 1978/79 — 18,
  - 1979/80 — 17
  - 1980/81 — 16,
  - 1981/82 — 20,
  - 1987/88 — 11,
  - 1988/89 — 12,
  - 1990/90 — 19,
  - 1993/94 — 15

### Статистика
- Команда посідає 7 місце у вічному рейтингу Державної першості
- Команда знаходиться на 12-му місці у вічному рейтингу Національної футбольної дивізії.
- Команда займає 27 місце у вічному рейтингу республіканського чемпіонату.
- Команда займає 31 місце у вічному рейтингу чемпіонатів Болгарії (Державна першість, НФД, Республіканський чемпіонат та «А» ФГ)
- На 2014 рік клуб займав 40-е місце у загальній таблиці Групи А: «А» РФГ (1948—1994), «А» ПФГ (1994—2000 і 2003—2005), ВПФЛ (2000—2003) і «А» ФГ (2005—2014)

## Стадіон
Команда грає свої матчі на стадіоні «Тунджа» який також відомий як «Микола Ласков», місткістю 18 000 глядачів. Стадіон розташований у західній частині міста Ямбол, в районі Золотий Ріг і розташований на річці Тунджа.
Адреса: ПК 8600, ж-к «Златен Рог», Стадион «Тунджа»

## Відомі футболісти
- Христо Момчев
- Ангел Червенков
- Павел Малинов
- Георгій Куманов
- Марин Проданов
- Боян Йосифов
- Галин Минчев
- Ангел Трингов
- Іван Караманов
- Стойко Стойков
- Владко Шаламанов
- Ніколай Жечев
- Димитар Вринчев
- Станчо Герджиков
- Петар Далаков
- Светослав Светозаров
- Траян Дунков
- Йордан Жежов
- Стоян Стоянов
- Господин Мирчев
- Христо Присадников
- Тихомир Дачев
- Йордан Костов
- Іван Пенчев
- Антон Димов
- Милен Маринов
- Георгій Мечеджиєв
- Станимир Вилков
- Іван Йовчев
- Драгомир Топалов
- Александар Божилов
- Венелин Братанов
- Ахмед Дормушев
- Веселин Трендафілов
- Панайот Царев
- Стоян Вражев
- Денко Троєв